# Pseudodeltaspis
Pseudodeltaspis is een kevergeslacht uit de familie van de boktorren (Cerambycidae). De wetenschappelijke naam van het geslacht werd voor het eerst geldig gepubliceerd in 1935 door Linsley.

## Soorten
Pseudodeltaspis omvat de volgende soorten:
- Pseudodeltaspis carolinae Audureau, 2008
- Pseudodeltaspis cyanea Linsley, 1935
- Pseudodeltaspis punctipennis Chemsak & Hovore, 2010